# Charles Shaw-Lefevre
Pour les articles homonymes, voir Shaw-Lefevre.
Charles Shaw-Lefevre 1er vicomte Eversley, né le 22 février 1794 et mort le 28 décembre 1888, est un homme politique britannique du parti Whig.
Il est président de la Chambre des Communes de 1839 à 1857. C'est le plus long mandat à ce poste après celui d'Arthur Onslow.
Il est membre de l'Ordre du Bain en 1885.

## Jeunesse et famille
Il est le fils de l'homme politique Charles Shaw-Lefevre et de sa femme Helena.
Il étudie à Winchester et au Trinity College à Cambridge.
Il épouse Emma Laura Whitbread fille de l'homme politique Samuel Whitbread. Ils ont trois fils (dont aucun n'atteindra l'âge adulte) et deux filles. La famille vit dans le Hampshire.

## Carrière politique
Il est député Whig au Parlement de Londres d'abord pour la circonscription de Downton de 1830 à 1831 puis pour celle du Hampshire de 1831 à 1832 et enfin pour la circonscription du Nord Hampshire de 1832 à 1857. En 1857, après s'être retiré de la Chambre des Communes, il est élevé à la pairie en tant que vicomte Eversley.